# Willie Cobbs
Willie Cobbs (Smale (Arkansas), 15 juli 1932 – North Little Rock (Arkansas), 25 oktober 2021) was een Amerikaanse bluesmuzikant (zang, mondharmonica) en songwriter. Hij is vooral bekend van zijn nummer You Don't Love Me.

## Biografie
Cobbs verhuisde in 1951 naar Chicago, waar hij af en toe optrad in lokale clubs met Little Walter, Eddie Boyd en anderen. Hij diende in de National Guard in het begin van de jaren 1950 en keerde daarna terug naar Chicago, waar hij een aantal singles opnam bij labels als Ruler Records, een dochteronderneming van J.O.B. Records.
Hij nam zijn compositie You Don't Love Me voor het eerst op in 1960 voor Mojo Records, een platenlabel in Memphis (Tennessee), eigendom van Billy Lee Riley. De opname werd verhuurd aan Vee-Jay Records voor publicatie. Het nummer was vergelijkbaar met het nummer She's Fine, She's Mine van Bo Diddley uit 1955 en kwam bijna in de hitparade, totdat Vee-Jay de promotie vertraagde toen er vragen werden gesteld over het auteurschap ervan. Coverversies zijn opgenomen door verschillende artiesten, waaronder John Mayall & the Bluesbreakers, James & Bobby Purify, Al Kooper en Stephen Stills, Booker T. & the M.G.'s, Junior Wells, Ike & Tina Turner, Albert King, Sonny & Cher, Jimmy Dawkins, Luther Allison, Dr. Feelgood, Gary Moore, The Allman Brothers Band, John P. Hammond en R.L. Burnside. Een andere interpretatie was de rocksteady-vertolking You Don't Love Me (No, No, No) van Dawn Penn, voor het eerst opgenomen in 1967, maar een wereldwijde hit toen het opnieuw werd opgenomen in 1994.
Cobbs bleef regelmatig opnemen en bracht later singles uit voor verschillende labels. In directe reactie op James Browns boodschap van Say It Loud - I'm Black and I'm Proud (1968), merkte Cobbs wrang op dat Brown op dat moment miljonair was, aangezien Cobbs' antwoord was Sing It Low - I'm Black and I'm Poor.
Hij keerde terug naar Arkansas in de jaren 1970 en bleef optreden en opnemen voor lokale labels, evenals het runnen van verschillende nachtclubs in Arkansas en Mississippi door de jaren 1970 en 1980. Hij bracht in 1986 het album Hey Little Girl uit voor het Wilco-label. Hij trad op op het King Biscuit Blues Festival en het Chicago Blues Festival en verscheen in de film Mississippi Masala uit 1991, waarin hij nummers Angel from Heaven en Sad Feelin' uitvoerde. Daarna had hij nog verschillende optredens in films en tv-shows, waaronder de tv-film Memphis uit 1992 met Cybill Shepherd.
In 1994 tekende hij bij het label Rooster Blues, dat in 1994 zijn album Down to Earth uitbracht. In 1999 bracht hij op zijn eigen label het album Pay or Do 11 Months and 29 Days uit, het jaar daarop gevolgd door Jukin', geproduceerd door Willie Mitchell en met de Hi Rhythm Section. Zijn laatste opnamen kwamen uit in 2019 op het album Butler Boy Blues.

## Overlijden
Willie Cobbs overleed op 25 oktober 2021 op 89-jarige leeftijd.
- Library of Congress Control Number: n92117149
- MusicBrainz: e9bf9981-abb9-4d6f-bfbe-bdffe87518c6
- Virtual International Authority File: 40149106343368492672
- WorldCat: E39PBJyGQDr6DwXBwCR8pGmTpP